# Contrailustración
Contrailustración fue un término que algunos comentaristas del siglo XX utilizaron para describir las múltiples tensiones de pensamiento que surgieron a finales del siglo XVIII y principios del XIX en oposición a la Ilustración del siglo XVIII. El término se asocia en general con Isaiah Berlin, al que a menudo se le atribuye, aunque hay varios usos anteriores del término,  incluyendo uno por el filósofo alemán Friedrich Nietzsche, que escribió del Gegenaufklärung a finales del siglo XIX. Berlin publicó ampliamente sobre la Ilustración y sus enemigos e hizo mucho para popularizar el concepto de un movimiento contra la Ilustración que caracterizó como relativista antirracionalista, vitalista y orgánico. y que asoció más estrechamente con el romanticismo alemán.

## Movimiento Contrailustración

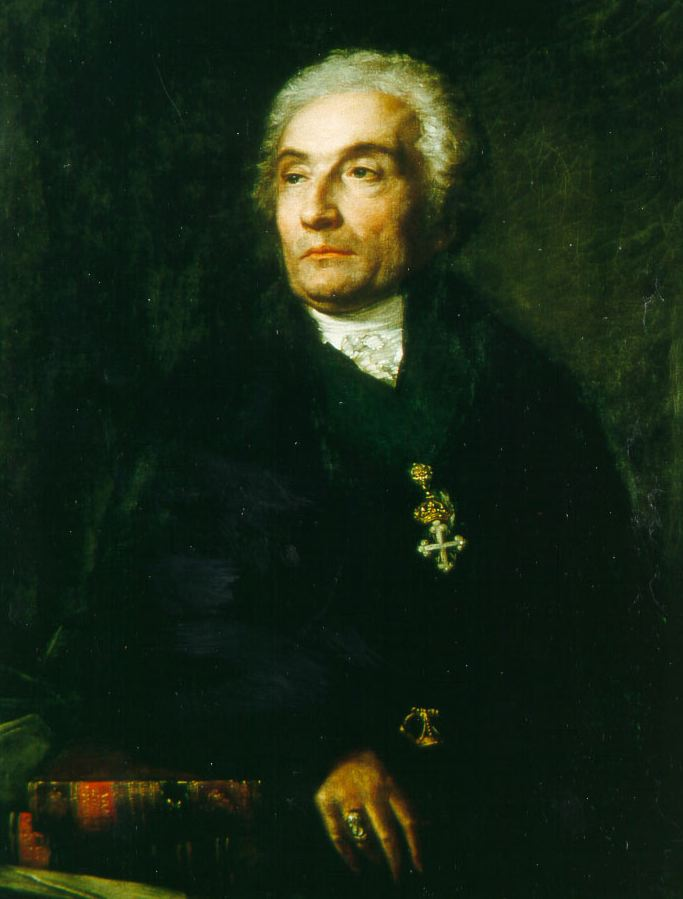
Joseph-Marie, el conde de Maistre era uno de los contrarrevolucionarios más prominentes que se opuso vehemente a las ideas de la Ilustración.

Aunque el término contrailustración fue utilizado por primera vez en inglés por William Barrett en un artículo de 1949 ("Art, Aristocracy and Reason") en Partisan Review, fue Isaiah Berlin quien estableció su lugar en la historia de ideas. Usó el término para referirse a un movimiento que surgió principalmente a la Alemania de finales del siglo XVIII y principios del siglo XIX contra el racionalismo, el universalismo y el empirismo  comúnmente asociados con la Ilustración. El ensayo The Counter-Enlightenment, de Berlin fue publicado por primera vez en 1973, y más tarde reimpreso en una colección popular junto con otros de sus ensayos, Against the Current, en 1981. El término ha tenido una gran aplicación desde entonces.

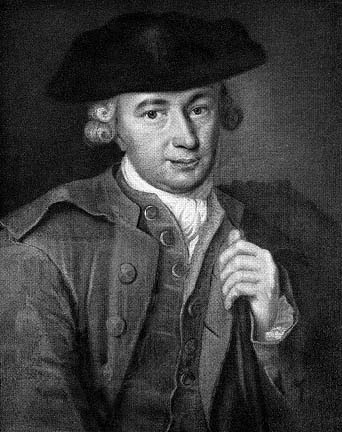
El filósofo alemán Johann Georg Hamann.

Isaiah Berlin sostiene que, aunque hubo enemigos de la Ilustración fuera de Alemania -por ejemplo, Joseph de Maistre- y antes de la década de 1770 -por ejemplo, Giambattista Vico-, el pensamiento contra la Ilustración no «despegó» hasta que los alemanes se rebelaron contra Francia en los campos de la cultura, el arte y la filosofía, y se vengaron lanzando el gran contraataque contra la Ilustración. Esta reacción fue dirigida por el filósofo de Königsberg, Johann Georg Hamann, «El enemigo más apasionado, consecuente, extremo e implacable de la Ilustración», según Berlin. Esta reacción alemana al universalismo imperialista de la Ilustración francesa y de la Revolución, que les había sido impuesta primero por el francófilo Rey Federico II de Prusia, después por los ejércitos de la Francia revolucionaria y finalmente por Napoleón, fue crucial hacia el cambio de conciencia de época que sucedió en Europa en este momento, con el romanticismo. Según Berlin, la consecuencia sorprendente y no deseada de esta revuelta contra la Ilustración fue el pluralismo, que debe más a los enemigos de la Ilustración que a sus defensores, algunos de los cuales eran propios del monismo. Los descendientes políticos, intelectuales e ideológicos de los que han sido adeptos a El Terror y al totalitarismo.
En su libro Enemies of the Enlightenment (2001), el historiador Darrin McMahon extiende la contrailustración hasta la Francia prerrevolucionaria y hasta el nivel de Grub Street, marcando así un avance importante en la visión intelectual y germanocéntrica de Berlin. McMahon se centra en los primeros enemigos de la Ilustración en Francia, desenterrando una ya olvidada 'Grub Street' en la literatura de finales del siglo XVIII y principios del XIX dirigida a los filósofos. Se adentra en el oscuro y, a veces, indecoroso mundo «de la baja contrailustración» que atacó los enciclopedistas y luchó una pequeña batalla sucia para prevenir la difusión de las ideas de la Ilustración en la segunda mitad del siglo. Muchos de estos primeros opositores de la Ilustración lo atacaron por socavar la religión y el orden social y político. Esto se convirtió más tarde en un tema importante de la crítica conservadora de la Ilustración después que la Revolución Francesa apareciera para vengar las advertencias de los «antifilosofía» en las décadas anteriores a 1789.

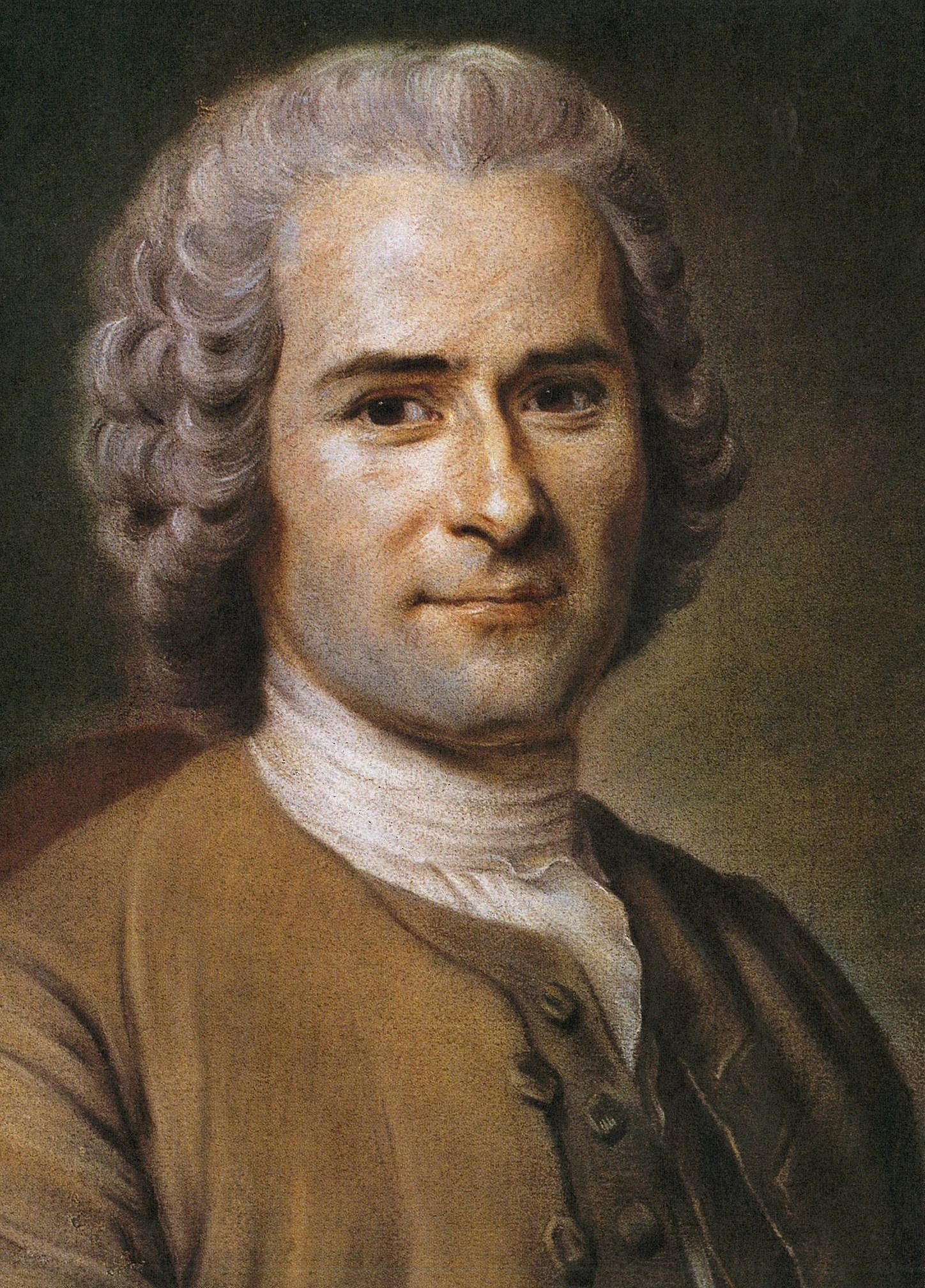
Retrato de Jean-Jacques Rousseau al quien Graeme Garrard da el origen de la Contrailustración.

Graeme Garrard profesor de la Universidad de Cardiff sugiere que el historiador William R. Everdell fue el primero en situar a Jean-Jacques Rousseau como el «fundador de la Contrailustración» en su libro de 1987, Christian Apologética in France, 1730 -1790: The Roots of Romantic Religion,y anteriores a su disertación de 1971. en su artículo de 1996 American Political Science Review (Vol. 90, núm. 2), Arthur M. Melzer corrobora la opinión de Everdell en colocar el origen de la contrailustración en los escritos religiosos de Jean-Jacques Rousseau, pero mostrando a Rousseau como el hombre que inició primero la guerra entre la Ilustración y sus enemigos. Graeme Garrard sigue a Melzer en su Rousseau's Counter-Enlightenment (2003). Esto contradice la representación del historiador Berlin de Rousseau como un philosophe -aunque errático- que compartió las creencias básicas de sus contemporáneos de la Iluminación. También, como McMahon, traza el comienzo del pensamiento de Counter-Enlightenment otra vez en Francia y antes del movimiento alemán Sturm und Drang de los años 1770. El libro de Garrard, Counter-Enlightenments (2006) amplía el término aún más, argumentando contra Berlin que no ha nombrado un movimiento llamado «The Counter-Enlightenment», por el contrario, ha habido muchos «Counter-Enlightenments», desde mediados del siglo XVIII hasta los críticos de la Ilustración del siglo XX entre los teóricos críticos, los posmodernistas y las feministas. La Ilustración tiene enemigos en todos los puntos de la brújula ideológica, desde la extrema izquierda hasta la extrema derecha, y en todos los puntos intermedios. Cada uno de los enemigos de las Iluminaciones lo representaban tal como lo veían o querían que otros lo vieran, dando lugar a una amplia gama de retratos, muchos de los cuales no únicamente son diferentes sino incompatibles. Este argumento ha sido dado un paso más allá para algunos, como el historiador intelectual James Schmidt, que cuestionan la idea de la Ilustración y por tanto la existencia de un movimiento que se opone a ella. A medida que nuestra concepción de la Ilustración se ha vuelto más compleja y difícil de mantener, también tiene la idea de la contrailustración. Los avances en la erudición de la Ilustración del siglo XVIII con una Edad de la Razón, transportan a Schmidt a especular sobre si la Ilustración no podía ser una creación de sus enemigos.

## Contrailustración y contrarrevolución

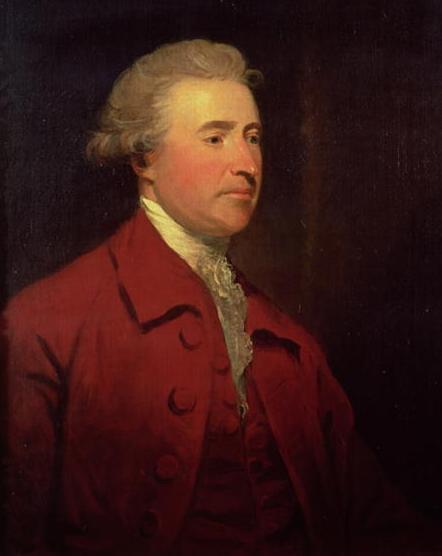
El pensador político Edmund Burke se opuso a la Revolución Francesa en sus Reflexiones sobre la Revolución Francesa.

Aunque se plantearon serias dudas sobre la Ilustración antes de la década de 1790 -por ejemplo, en las obras de Jean-Jacques Rousseau en Francia y JG Hamann en Alemania en particular-, el Reino del Terror durante la Revolución Francesa  alimentó una importante reacción contra la Ilustración, muchos escritores fueron inculpados por socavar las creencias tradicionales que sostuvieron al Antiguo régimen, fomentando así la revolución. Escritos contrarrevolucionarios como los de Edmund Burke, Joseph de Maistre y Augustin Barruel, Todos afirmaron un estrecho vínculo entre la Ilustración y la Revolución, al igual que muchos de los propios líderes revolucionarios, por lo que la Ilustración se hizo cada vez más desacreditada a medida que la Revolución se hacía cada vez más sangrienta. Es por ello que la Revolución Francesa y sus consecuencias fueron también una fase importante en el desarrollo del pensamiento de la contrailustración. Por ejemplo, aunque las Reflexiones sobre la Revolución Francesa (1790) de Edmund Burke, no contienen un relato sistemático de la conexión entre la Ilustración y la Revolución, están fuertemente condimentadas con referencias hostiles a los revolucionarios franceses como simples filósofos politizados. Barruel argumenta en Memoirs Illustrating the History of Jacobinism (1797) - uno de los libros más leídos de su época- que la Revolución fue consecuencia de una conspiración de philosophes y masones. En Considerations on France (1797), Maistre interpreta la Revolución como un castigo divino por los pecados de la Ilustración.

## Revuelta romántica contra elsigloXVIII
Muchos escritores románticos tempranos como Chateaubriand, Novalis y Samuel Taylor Coleridge heredaron esta antipatía contrarrevolucionaria hacia los philosophes . Los tres culpaban directamente a los filósofos en Francia y al Aufklärer en Alemania para devaluar la belleza, el espíritu y la historia a favor de una visión del hombre como una máquina sin alma y una visión del universo como un vacío sin sentido y desencantado falto de riqueza y belleza.

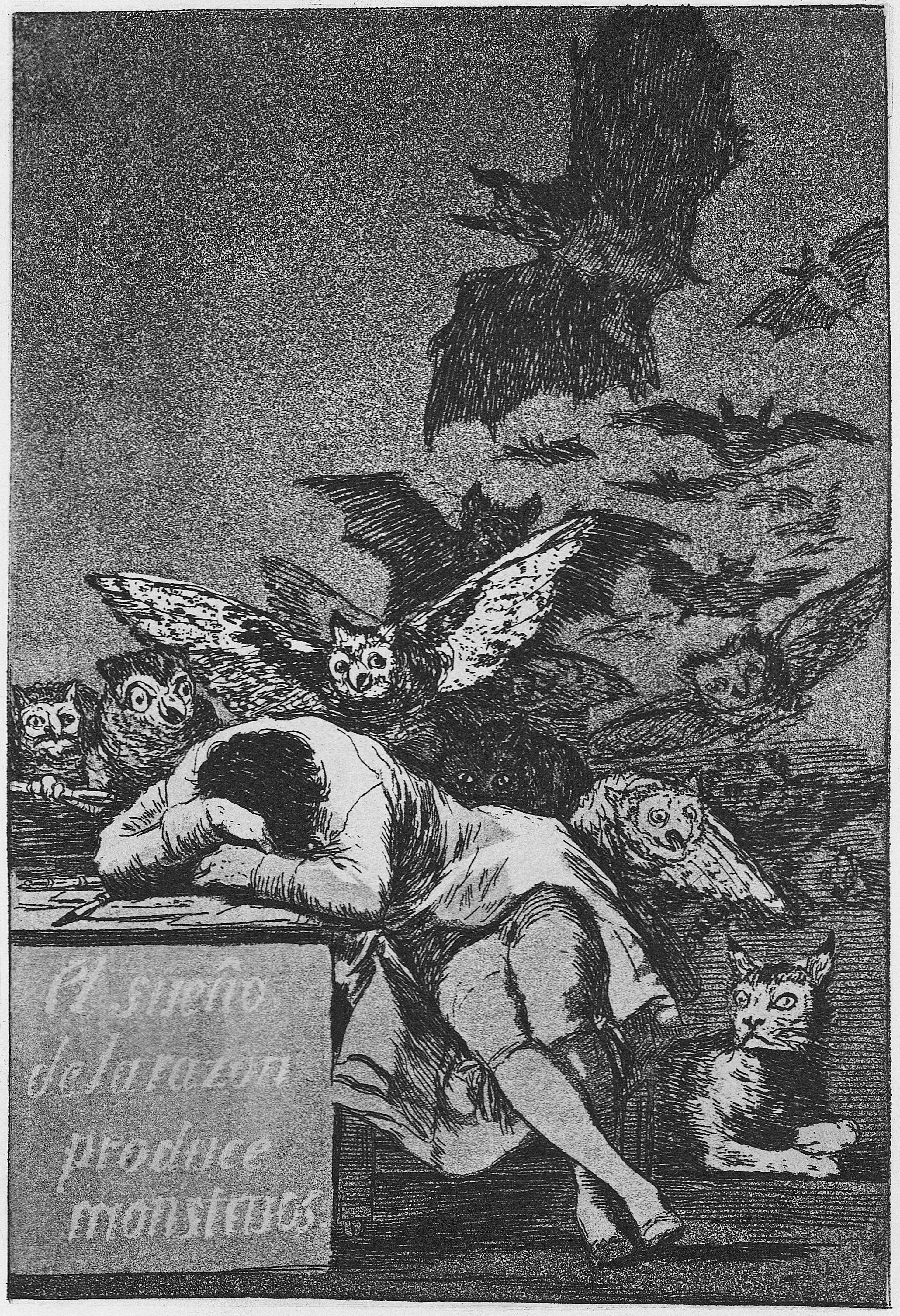
El sueño de la razón produce monstruos c. 1797, 21,5 cm × 15 cm de Francisco de Goya.

El filósofo Jacques Barzun sostiene que el Romanticismo tenía sus raíces en la Ilustración. No era antirracional, sino que equilibraba la racionalidad contra las afirmaciones contradictorias de la intuición y el sentido de la justicia. Este punto de vista se expresa en el El sueño de la razón produce monstruos de Francisco de Goya, en el que el búho de la pesadilla ofrece a la sofocante crítica social de  Caprichos un trozo de dibujo. También el crítico racional inspira en el contenido irracional de los sueños bajo la mirada del lince de ojos agudos.
A mediados del siglo XIX, el recuerdo de la Revolución Francesa estaba desvaneciendo y el romanticismo había seguido más o menos su curso. En esta era optimista de la ciencia y la industria, había pocos críticos de la Ilustración, y pocos defensores explícitos. Friedrich Nietzsche es una excepción notable y muy influyente. Tras una defensa inicial de la Ilustración en su nombrado «periodo medio» -finales de 1870 a comienzos de la década de 1880-, Nietzsche se volvió vehementemente contra ella y suscribió la visión anterior de los contrarrevolucionarios conservadores como Burke y Maistre.

## El totalitarismo ilustrado
No fue sino hasta después de la  Segunda Guerra Mundial que la Ilustración resurgió como un concepto clave de organización en el pensamiento social y político y en la historia de las ideas. Shadowing ha sido una literatura resurgente de la Contrailustración que culpa la confianza del siglo XVIII en la razón del totalitarismo del siglo XX. El locus classicus de esta visión es Max Horkheimer y Theodor Adorno en su obra Dialéctica de la Ilustración (1947), que traza la degeneración del concepto general de la iluminación de la antigua Grecia -personificada por la astucia burguesa del héroe Odiseo- al fascismo del siglo XX. Dicen poco sobre el comunismo soviético , refiriéndose a ello como un totalitarismo regresivo que «aferraba demasiado desesperadamente a la herencia de la filosofía burguesa».). 
Michel Foucault, por ejemplo, argumentó que las actitudes hacia los «locos» durante los siglos de fines del siglo XVIII y comienzos del XIX muestran que las nociones supuestamente iluminadas del tratamiento humano no eran universalmente adheridas, sino que la Era de la Razón tenía que construir una imagen de Unreason contra el que tomar una posición de oposición. El propio Berlin, aunque no postmodernista, sostiene que el legado de la Ilustración en el siglo XX ha sido el monismo -que él afirma favorecer el autoritarismo político-, mientras que el legado de la contrailustración ha sido el pluralismo -lo que él asocia con el liberalismo-. Estos son dos de los «extraños cambios» de la historia intelectual moderna.

## La «perversión de la razón» de la Ilustración
Lo que parece unir a todos los críticos dispares de la Ilustración -desde los opositores religiosos del siglo XVIII, los contrarrevolucionarios y los románticos a los conservadores del siglo XX, las feministas, los teóricos críticos y los ecologistas- es un rechazo de lo que consideran la perversión de la razón de la Ilustración: las concepciones distorsionadas de la razón de la clase que asocian cada una con la Ilustración a favor de una visión más restringida de la naturaleza, el alcance y los límites de la racionalidad humana.
Sin embargo, muy pocos de los enemigos de la Ilustración han abandonado por completo la razón. La batalla ha sido sobre el alcance, el significado y la aplicación de la razón, no sobre si es bueno o malo, deseable o indeseable, esencial o no esencial per se. El conflicto entre la Ilustración y la contrailustración no es un conflicto entre amigos y enemigos de la razón, como tampoco entre amigos y enemigos de la noción de ilustración.
Aunque las objeciones han sido constantemente planteadas contra el que se ha tomado como la típica visión ilustrada de la razón por sus oponentes -en todos los puntos del espectro ideológico, izquierda, derecha y centro-, esto casi nunca se ha generalizado a la razón como tal por «Counter Pensadors» de la ilustración. Algunos acusan a la Ilustración de inflar el poder y el alcance de la razón, mientras que otros afirman que la restringe.